# Stazione di Sale Marasino
La stazione di Sale Marasino è una stazione ferroviaria della linea Brescia-Iseo-Edolo a servizio dell'omonimo comune. Per esigenze turistiche è indicata sulla cartellonistica come Sale Marasino-Monte Isola.

## Storia

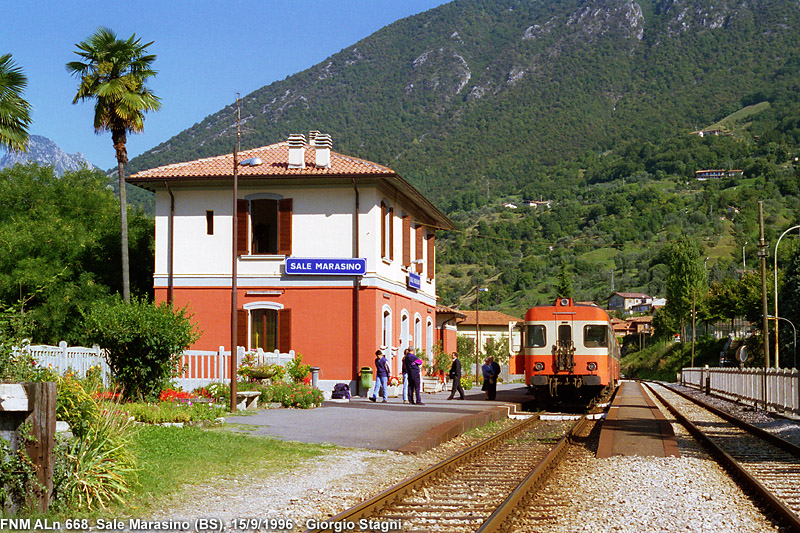
Automotrice ALn 668.120 in sosta a Sale Marasino nel 1996

L'impianto entrò in servizio l'8 luglio 1907, all'apertura al pubblico del tronco ferroviario da Iseo a Pisogne.
Per i primi giorni la stazione fu servita dalla relazione Iseo-Pisogne, gestita dalla Società Nazionale Ferrovie e Tramvie (SNFT) che aveva costruito la linea ferroviaria. Dal 13 agosto 1907 fu servita dalla relazione Brescia-Pisogne gestita dalle Ferrovie dello Stato (FS) per conto della SNFT fino al 1º novembre dello stesso anno, quando la società romana iniziò l'esercizio diretto del servizio ferroviario. Il capolinea settentrionale della linea fu poi esteso a Breno alla fine dell'anno e, infine, a Edolo, nel 1909.

## Strutture e impianti
La stazione dispone di un fabbricato viaggiatori dello stesso stile delle stazioni secondarie della SNFT.
Il piazzale è composto da due binari: il primo è quello di corsa della linea ferroviaria, mentre il secondo è di raddoppio, lungo 169 m. Entrambi sono serviti da due banchine: quella a servizio del primo binario è lunga 100 m, mentre quella del secondo è lunga 95 m. Entrambe le banchine sono collegate fra loro da un attraversamento a raso.
A sud del fabbricato viaggiatori è presente un binario tronco, lungo 70 m, a servizio del dismesso scalo merci il quale è composto da un magazzino e da un piano caricatore.

## Movimento

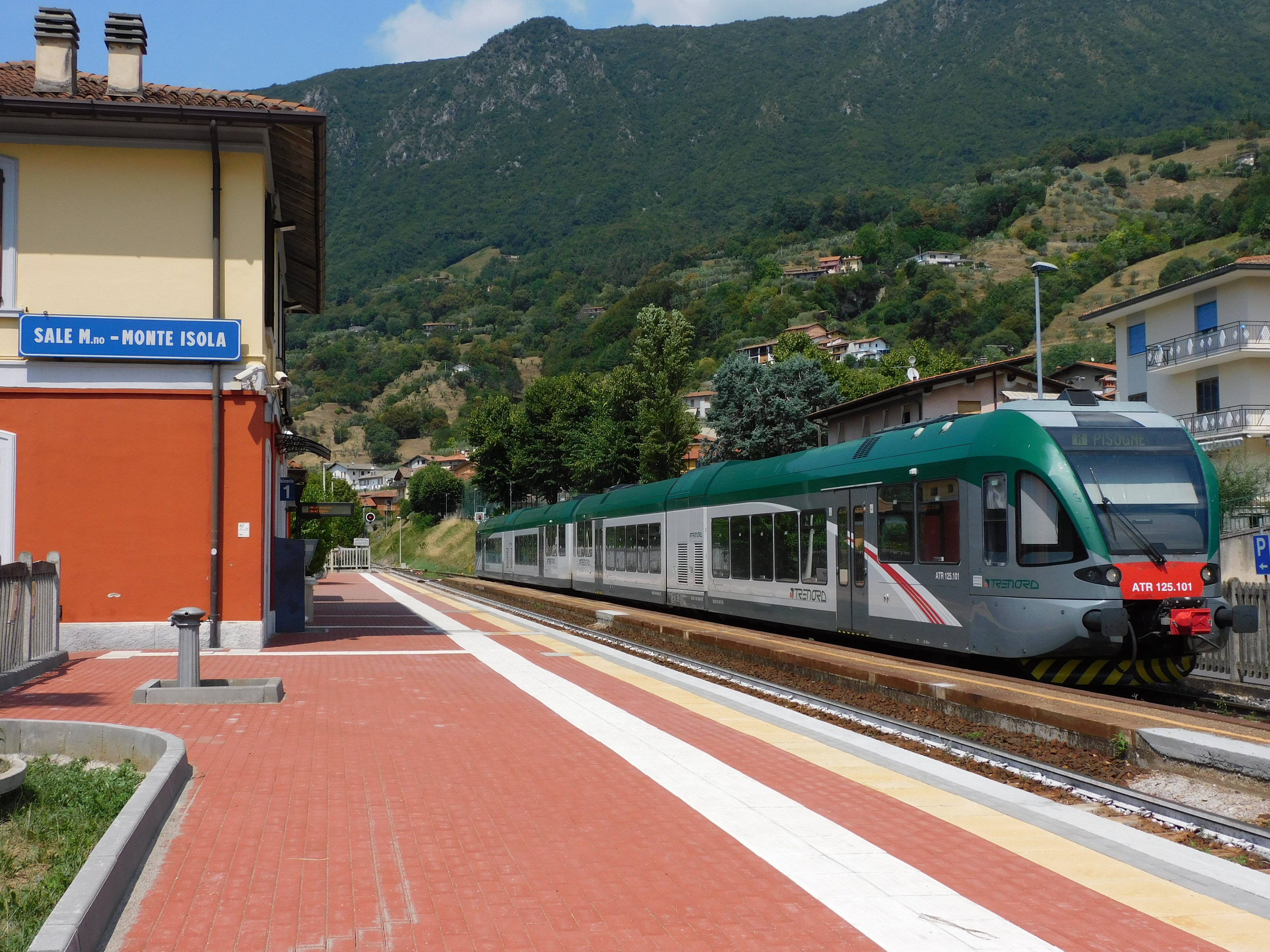
L'ATR 125.101 in sosta sul secondo binario della stazione nel 2022

L'impianto è servito dai treni RegioExpress (RE) Brescia-Edolo e dai treni regionali (R) Brescia-Breno/Edolo. Entrambe le relazioni sono gestite da Trenord, nell'ambito del contratto di servizio stipulato con la Regione Lombardia.

## Servizi
- Sala d'attesa
- Biglietteria automatica